# Championnats de Colombie de cyclisme sur route 2017
Navigation
Championnats de Colombie 2016 Championnats de Colombie 2018
Les championnats de Colombie de cyclisme sur route se déroulent du 22 au 26 février 2017 dans la capitale Bogota et ses alentours. Les Campeonatos Nacionales de Ruta Bogotá 2017 (nom officiel) sont organisés conjointement par la Fédération colombienne de cyclisme, la municipalité de Bogota et l'IDRD.

## Programme
La convocation de la fédération colombienne de cyclisme pour les championnats présente le programme.
- Jeudi 23 février à 10h00 (locales) :
  - Contre-la-montre par équipes Élite messieurs : 41,8 km
- Vendredi 24 février à 10h00 (locales) :
  - Contre-la-montre individuel Élite et Espoir messieurs : 34,5 km
- Vendredi 24 février à 11h30 (locales) :
  - Contre-la-montre individuel Élite dames : 24 km
- Samedi 25 février à 8h00 (locales) :
  - Course en ligne Élite dames : 98 km
- Samedi 25 février à 10h30 (locales) :
  - Course en ligne Espoir messieurs : 147 km
- Dimanche 26 février à 8h00 (locales) :
  - Course en ligne Élite messieurs : 219,2 km

## Participation
La même convocation de la fédération détaille les modalités de participation.
Peuvent participer aux championnats, les coureurs de nationalité colombienne appartenant aux catégories Hommes Élite et Espoir et Femmes Élite. Soient les coureurs d'équipes UCI avec une licence UCI et la nationalité colombienne soient les coureurs affiliés aux ligues départementales ou équipes de marque enregistrés à la FCC.
Le maximum de coureurs autorisés est de six (6) par formation pour les épreuves de course en ligne et du contre-la-montre par équipes et de deux (2) par équipes pour les contre-la-montre individuels.
Tout coureur relégué à plus de dix minutes du peloton sera retiré de la compétition.

## Podiums

### Épreuves masculines
| Épreuves         | Or                                                                                          | Or | Or              | Argent                                                                                            | Argent | Argent     | Bronze                                                                                                 | Bronze | Bronze     |
| ---------------- | ------------------------------------------------------------------------------------------- | -- | --------------- | ------------------------------------------------------------------------------------------------- | ------ | ---------- | --- | ------ | ---------- |
| Par équipes      |                                                                                             |    |                 |                                                                                                   |        |            | |        |            |
| Contre-la-montre | Medellín-Inder                                                                              | en | 43 min 25 s     | Coldeportes-Zenú                                                                                  | à      | 1 min 21 s | GW Shimano                                                                                             | à      | 1 min 59 s |
| Contre-la-montre | Óscar Sevilla Juan Esteban Arango Weimar Roldán Róbigzon Oyola Walter Vargas Brayan Ramírez | en | 43 min 25 s     | Alex Cano Luis Felipe Laverde Miguel Ángel Rubiano Rodrigo Contreras John Martínez Cristian Muñoz | à      | 1 min 21 s | Alexis Camacho Robinson Chalapud Juan Alejandro García Jhonathan Ospina Juan Pablo Rendón Óscar Quiroz | à      | 1 min 59 s |
| Élites           |                                                                                             |    |                 |                                                                                                   |        |            | |        |            |
| Course en ligne  | Sergio Henao (Sky)                                                                          | en | 5 h 50 min 11 s | Jarlinson Pantano (Trek-Segafredo)                                                                | à      | 49 s       | Óscar Quiroz (GW Shimano)                                                                              |        | m.t.       |
| Contre-la-montre | Jarlinson Pantano (Trek-Segafredo)                                                          | en | 42 min 40 s     | Rodrigo Contreras (Coldeportes-Zenú)                                                              | à      | 10 s       | Walter Vargas (Medellín-Inder)                                                                         | à      | 33 s       |
| Moins de 23 ans  |                                                                                             |    |                 |                                                                                                   |        |            | |        |            |
| Course en ligne  | Robinson López (Boyacá es Para Vivirla)                                                     | en | 3 h 30 min 24 s | Cristian Carmona (Orgullo paisa)                                                                  | à      | 50 s       | Jonathan Cañaveral (Ligue cycliste de Risaralda)                                                       |        | m.t.       |
| Contre-la-montre | Julián Cardona (Medellín-Inder)                                                             | en | 44 min 19 s     | Germán Chaves (Coldeportes-Zenú)                                                                  | à      | 30 s       | Javier Ignacio Montoya (Medellín-Inder)                                                                | à      | 39 s       |

### Épreuves féminines
| Épreuves         | Or                                              | Or | Or              | Argent                                          | Argent | Argent     | Bronze                                     | Bronze | Bronze     |
| ---------------- | ----------------------------------------------- | -- | --------------- | ----------------------------------------------- | ------ | ---------- | ------------------------------------------ | ------ | ---------- |
| Élites           |                                                 |    |                 |                                                 |        |            |                                            |        |            |
| Course en ligne  | Luisa Naranjo (Ligue cycliste de Caldas)        | en | 2 h 42 min 28 s | Diana Peñuela (Ligue cycliste de Caldas)        | à      | 2 min 55 s | Lorena Vargas (Cycling Girls Team Kriege)  |        | m.t.       |
| Contre-la-montre | Cristina Sanabria (Ligue cycliste de Santander) | en | 36 min 55 s     | Adriana Tovar (Ligue cycliste de Cundinamarca)  | à      | 1 min 6 s  | Laura Lozano (Ligue cycliste de Risaralda) | à      | 1 min 7 s  |
| Moins de 23 ans  |                                                 |    |                 |                                                 |        |            |                                            |        |            |
| Course en ligne  | Lina Dueñas (Bogotá Mejor para Todos)           | en | 2 h 42 min 28 s | Luisa Motavita (Ligue cycliste de Cundinamarca) | à      | 2 min 41 s | Paula Patiño (Ligue cycliste d'Antioquia)  | à      | 2 min 55 s |
| Contre-la-montre | Jessica Parra (Coldeportes-Zenú)                | en | 38 min 53 s     | Camila Valbuena (Weber Shimano Ladies Power)    | à      | 31 s       | Luisa Hernández (Proyecta Ingenieros)      | à      | 45 s       |

## Principaux engagés et principales défections
Jarlinson Pantano confirme sa présence dès le 1er février et a pour objectif de remporter le titre. Tandis qu'à cette date, celle de Nairo Quintana est hautement improbable,. Quelques jours plus tard c'est Janier Acevedo qui annonce être au départ des championnats à la différence de Rigoberto Urán.

## Déroulement des championnats

### 22 février: congrès préparatoire aux compétitions
Une conférence de presse, où la présence de Cristina Sanabria, Jarlinson Pantano (Trek-Segafredo), Edwin Ávila (actuel tenant du titre), Alex Cano (Coldeportes-Zenú), Robinson Chalapud et Juan Pablo Rendón (GW Shimano) était remarquable, inaugure les activités officielles des championnats. Elle est suivie des formalités administratives (comme la révision des licences), de la présentation des équipes puis de la réunion technique.

### 23 février: le contre-la-montre par équipes
Le premier titre des championnats 2017 est remporté par la favorite, l'équipe Medellín-Inder.
Le parcours, présenté initialement, développait 43,3 kilomètres sur un axe Sud-Est - Nord-ouest. Il se déroule à une altitude comprise entre 2 562 mètres et 2 619 mètres. Le départ et l'arrivée se situent sur l'avenue 80 (es) de Bogota. Cette dernière devient à la sortie de la ville l'Autopista Medellín (autoroute Medellin) et les coureurs l'empruntent jusqu'à la municipalité d'El Rosal, point culminant du tracé. Le retour s'effectue par le même itinéraire. Selon Óscar Sevilla, tenant du titre, c'est un parcours plat que l'altitude et le vent rendent exigeant.
Seules quatre équipes se présentent. Au grand désappointement du président de la fédération colombienne Jorge Ovidio González qui stigmatise le manque de « sérieux » et de « professionnalisme » des équipes et des ligues départementales qui pouvaient participer à la compétition. Pour lui, cela remet en question, le futur de l'épreuve en Colombie et pénalise les sponsors qui perdent une occasion d'être "visible". De dix formations participantes la saison passée, seules les équipes Medellín-Inder, GW Shimano, Coldeportes-Zenú et Bakano sont au départ cette année, sans que la fédération n'ait d'explications véritables. Ainsi l'équipe EPM ne défend pas son titre et, par exemple, les Movistar Team América, cités comme des favoris potentiels ou l'équipe Boyacá es Para Vivirla, sans matériel adéquat, sont absents.
La fédération cycliste et ses sponsors organisent un événement avec une importante infrastructure logistique, la fermeture de l'avenue 80 (impactant le trafic routier dans la capitale), un déploiement massif des forces de police et les équipes ne sont pas à la hauteur du défi puisque quatre sextets se disputent les trois médailles alors que plus de trois cents sportifs sont inscrits pour ces championnats.
Avant de connaître le nombre restreint d'engagés, Alex Cano se voyait candidat au podium avec ses équipiers de "Coldeportes-Zenú" tout comme Óscar Sevilla. L'équipe "Medellín-Inder" de ce dernier est présentée comme la favorite, avec en son sein Walter Vargas et Brayan Ramírez, premier et deuxième du contre-la-montre individuel des précédents championnats et les pistards Juan Esteban Arango et Weimar Roldán.
Finalement c'est sur la distance de 41,8 kilomètres que se dispute le premier titre des championnats ; le départ et l'arrivée se faisant quelques hectomètres plus à l'ouest que prévu, au pont Jenny Garzón. Les quatre équipes devaient s'élancer de trois en trois minutes à partir de 10h00, heure locale. La première à affronter le parcours est la formation vallecaucana "Bakano", entièrement constituée de coureurs de moins de vingt-trois ans. Puis c'est au tour des "Medellín-Inder" de se lancer. Ces derniers sont les premiers à terminer l'épreuve en 43 min 25 s. En effet, les Espoirs de l'équipe "Bakano" effectuent le parcours en 47 min 30 s et se font dépasser en chemin. Les "GW Shimano", troisièmes à partir, s'intercalent en réalisant 45 min 24 s (Ils s’octroieront la médaille de bronze). Tandis que la formation "Coldeportes-Zenú" en réussissant près de quarante secondes de moins (44 min 46 s) termine deuxième. La direction de la formation "Bakano" se dit satisfait du comportement de ses coureurs. Sachant qu'ils ont couru sur des vélos de prêt, n'ayant pas les moyens d'en acheter. Ils ne sont qu'à deux minutes du podium alors qu'ils avaient perdu une bonne partie du bénéfice de leur échauffement. En effet, ils ont dû attendre près de dix minutes que la voie soit effectivement libre, pour pouvoir s'élancer. De plus, un véhicule a fait irruption sur le circuit durant leur effort, désorganisant le groupe.
Même si elle dispute la compétition avec des vélos de prêt (les siens n'étant pas arrivés en Colombie), c'est sans surprise que l'équipe antioqueña "Medellín-Inder", composée de trois hommes (Oyola, Roldán et Sevilla) titrés l'année précédente avec les "EPM-Une", s'impose.
Classement du contre-la-montre par équipes
|   | Équipe           |    | Temps       |
| - | ---------------- | -- | ----------- |
| 1 | Medellín-Inder   | en | 43 min 25 s |
| 2 | Coldeportes-Zenú | en | 44 min 46 s |
| 3 | GW Shimano       | en | 45 min 24 s |
| 4 | Bakano           | en | 47 min 30 s |

Quatre formations au départ. Quatre équipes classées.

### 24 février: les contre-la-montre individuels
Jarlinson Pantano crée la surprise à l'inverse de Cristina Sanabria, grande favorite.
La première compétition de la journée est le contre-la-montre individuel messieurs Élite et Espoir. Le parcours se déroule entièrement dans le département de Cundinamarca et développe 34,5 km. Il est identique pour les deux catégories. Il se déroule sur un axe Nord-Est - Sud-Ouest. Le départ est donné de Guatavita, à 2 700 mètres d'altitude, et l'arrivée se situe à La Calera, à 2 711 mètres. Deux cols sont répertoriés sur l'itinéraire, ainsi les coureurs, durant l'épreuve, passent de 2 604 mètres, point le plus bas, à 2 750 mètres au sommet de l'Alto de las Arepas, situé à 4,1 km de l'arrivée.
La compétition débute par les Espoirs dont quarante se sont inscrits pour l'exercice chronométré. Les coureurs partent de minute en minute, à partir de 10h00, heure locale. La revue "mundociclístico" recense comme principaux favoris Eduardo Estrada (médaillé d'argent en 2016 et record panaméricain de la poursuite individuelle), Julián Cardona (champion de Colombie et champion panaméricain junior), Wbeimar Gaviria (vainqueur de l'étape chronométrée de la Vuelta de la Juventud) et Cristian Muñoz (deuxième du classement général de cette course).
La pluie est la première à être présente et les participants doivent composer avec une route mouillée. Les deux coureurs de la ligue cycliste de Huila ne se présentent pas au départ. Ainsi le premier à s'élancer est Wilson Cardona, il réalise le temps de 47 min 12 s. À peine une minute plus tard, Julián Cardona (Medellín-Inder) en termine, il effectue le parcours en 44 min 19 s. Les trente-trois concurrents qui le suivent ne réussiront pas à battre son temps. Julián Cardona devient champion de Colombie Espoir du contre-la-montre, lui qui l'avait déjà été chez les juniors. Germán Chaves (Coldeportes-Zenú) est celui qui s'en approche le plus. Il obtient la médaille d'argent, en terminant avec un retard de 30 s. Tandis que le coéquipier du vainqueur, Javier Ignacio Montoya finit sur la dernière marche du podium avec un débours de 39 s. Quant à Cristian Muñoz et à Eduardo Estrada, ils se classent quatrième et cinquième à moins de vingt-cinq secondes de la médaille. Toutefois la lutte pour le titre fut disputée puisqu'au pointage intermédiaire du 17e kilomètre, en 21 min 53 s, Cardona n'avait que quatre secondes d'avance sur Montoya et vingt et une sur Chaves.
Pour la deuxième fois en deux courses, la formation "Medellín-Inder", récemment créée, s'octroie le titre. À l'issue, Julián Cardona se déclare « fier d'être devenu champion national. Comme junior, il a eu l'occasion de faire la même chose mais la joie est plus grande. Il a préparé ce chrono, le parcourant plusieurs fois. Il a pris des risques dans chaque courbe, que rendait dangereux le sol humide. C'était un tracé difficile, très compliqué avec de belles bosses et des descentes pentues. Il a disputé le Tour de San Juan pour prendre le rythme, il s'y est senti bien et savait qu'il arriverait dans sa meilleure forme aux championnats ».
Classement du contre-la-montre individuel Espoir messieurs
|   | Coureur                |    | Temps       |
| - | ---------------------- | -- | ----------- |
| 1 | Julián Cardona         | en | 44 min 19 s |
| 2 | Germán Chaves          | à  | 30 s        |
| 3 | Javier Ignacio Montoya | à  | 39 s        |
| 4 | Cristian Muñoz         | à  | 55 s        |
| 5 | Eduardo Estrada        | à  | 1 min 0 s   |

Quarante coureurs engagés. Trente-huit classés.
Trente-sept coureurs Élite sont inscrits pour la compétition. La fédération nationale dresse une liste des principaux favoris : Rodrigo Contreras (Coldeportes-Zenú), Omar Mendoza (Bolivia), Juan Pablo Rendón (GW Shimano), Fabio Duarte (EPM), Cristian Serrano (Ligue cycliste du Meta), Brayan Ramírez (Medellín INDER Éxito Bavaria) et le champion sortant Walter Vargas (Medellín INDER Éxito Bavaria). Elle met en exergue, également, quelques grands noms présents sur la liste de départ comme Jarlinson Pantano (Trek-Segafredo), Edwin Ávila (Illuminate) ou bien Esteban Chaves (Orica Scott). Tandis que Rendón espère monter sur le podium, comme l'année précédente, la revue "mundociclístico" s'accorde sur les noms de Vargas et Serrano, pour les désigner comme favoris, avis que partage Alex Cano. Alors que Brayan Ramírez, se sent à l'aise sur le parcours et se dit confiant. Enfin, pour Vargas, le tracé est compliqué, cassant. Il est difficile d'y maintenir un rythme comme sur terrain plat.
Trente-quatre participants prennent le départ. L'absent le plus notable est Esteban Chaves (prétextant une forme insuffisante). Les Élites s'élancent à la suite des Espoirs, eux aussi de minute en minute, le premier à partir est le Cordobés Luís Eduardo Montiel. Cependant, le premier temps significatif est à mettre à l'actif du second partant, le Vallecaucano Bryan Gómez. En 44 min 54 s, son temps résiste à quatre concurrents et l'arrivée de Rafael Montiel (Orgullo paisa), qui le bat de trois secondes. Moins de cinq minutes plus tard, Javier Gómez (Boyacá es Para Vivirla) retranche sept secondes à son score. La situation reste ainsi jusqu'à l'arrivée de Rodrigo Contreras qui prend la tête avec 42 min 50 s. Le tenant du titre Walter Vargas est le coureur qui s'approche le plus de Contreras avec 43 min 13 s. Alors que le titre semble dévolu au coureur de "Coldeportes-Zenú", le dernier concurrent à concourir Jarlinson Pantano, réussit contre toute attente à retrancher dix secondes au temps de l'ancien pensionnaire de la "Quick Step",. Il remporte ainsi son premier contre-la-montre dans la catégorie Élite et par là même, le titre de champion de Colombie du contre-la-montre. Au temps intermédiaire du 17e kilomètre, Vargas passait en 20 min 41 s avec sept secondes d'avance sur Contreras, alors que Pantano n'avait que le troisième chrono avec 20 min 56 s. Pantano a fait la différence dans la descente, sur une chaussée détrempée. Durant le parcours, il a rejoint Edwin Ávila et, sur la fin, Brayan Ramírez, pourtant deuxième l'année précédente.
Pantano déclare « être resté serein sous la pluie, ses entraînements en altitude durant la semaine l'ayant rendu confiant ». Il ajoute qu'« il savait que c'était un contre-la-montre difficile, qu'il fallait être patient car la fin du parcours était exigeante ». Il se dit « très content d'avoir accompli un de ses objectifs de l'année et d'avoir battu Walter Vargas, qui pour lui était le favori », devenant le second coureur d'une équipe World Tour, après Rigoberto Urán, a remporté le titre du contre-la-montre. Pour lui, « c'est une grande responsabilité de porter le maillot tout au long de l'année, car il devient un coureur en vue » (que l'on distingue des autres). Quant à Contreras, il assure « être content avec la médaille d'argent mais il lui reste de l'amertume car il voulait l'or ». Cependant, il reconnait « avoir perdu devant un coureur d'expérience et se satisfait, après une année 2016 perturbée par les blessures, de sa reprise ».
Classement du contre-la-montre individuel Élite messieurs
|   | Coureur              |    | Temps       |
| - | -------------------- | -- | ----------- |
| 1 | Jarlinson Pantano    | en | 42 min 40 s |
| 2 | Rodrigo Contreras    | à  | 10 s        |
| 3 | Walter Vargas        | à  | 33 s        |
| 4 | Carlos Marío Ramírez | à  | 57 s        |
| 5 | Jonathan Paredes     | à  | 1 min 15 s  |

Trente-sept coureurs inscrits. Trois non-partants.
La deuxième compétition de la journée au programme est le contre-la-montre féminin. Vingt-huit compétitrices Élite et Espoir se sont inscrites. Les cyclistes s'élancent de minute en minute. Le parcours est de 24 km. Il emprunte les deux derniers tiers de l'itinéraire suivi par les hommes. Ainsi l'arrivée se situe toujours à La Calera, à 2 711 mètres d'altitude, mais le départ est donné de la municipalité de Guasca, à 2 655 mètres. Les deux cols sont toujours présents et l'altitude est comprise entre 2 604 mètres et 2 750 mètres.
Vingt-sept concurrentes disputent l'épreuve (une non-partante) à partir de 11h30, heure locale. Soit une heure plus tôt que ce que prévoyait la programmation officielle. La favorite Cristina Sanabria s'est préparée en altitude, depuis janvier, pour les championnats et spécialement pour le contre-la-montre, dont elle veut conserver le titre. Et en effet, en tête au pointage intermédiaire du km 12, Cristina Sanabria retrouve son titre obtenu l'année précédente. En réalisant 36 min 55 s, elle relègue à 1 min 6 s Adriana Tovar. Tandis que Laura Lozano échoue sur la dernière marche du podium pour une seconde. Camila Cortés, douzième à s'élancer est la première à réaliser un temps de référence avec 38 min 13 s. Elle doit attendre douze concurrentes et Adriana Tovar pour voir son temps battu (38 min 1 s). Moins de deux minutes plus tard, Cristina Sanabria arrive et s'empare du titre alors que Laura Lozano, arrivée quasiment en même temps, subtilise la médaille de bronze à Cortés,. Jessica Parra, septième de l'épreuve, termine première des moins de vingt-trois ans.
Titrée en 2016, Cristina Sanabria prouve qu'elle n'a pas de rivale dans l'exercice solitaire en Colombie, en étant la seule sous la barrière symbolique des trente-sept minutes. Comme les hommes, les participantes ont dû s'arranger avec un asphalte mouillé. Pour Sanabria, le dernier tronçon était le plus compliqué du parcours. Comme pour les hommes, la pluie, ayant humidifié la chaussée, a rendu particulièrement dangereuse la descente. C'est pourtant dans ce secteur qu'elle a accru son avance sur ses adversaires.
Le lendemain, le podium des moins de vingt-trois ans est modifié. Pour une erreur au moment de l'inscription, Luisa Hernández est un temps considérée par la fédération comme une coureuse de la catégorie Élite et classée comme telle. Après vérification des documents fournis, la cycliste réintègre la catégorie Espoir. En prenant en compte le temps qu'elle a réalisé, Luisa est classée troisième et récupère la médaille de bronze. Lina Dueñas, médaillée et sur le podium protocolaire la veille, rétrograde à la quatrième place.
Classement du contre-la-montre individuel dames
|       | Coureuse          | Catégorie |    | Temps       |
| ----- | ----------------- | --------- | -- | ----------- |
| 1     | Cristina Sanabria | Élite     | en | 36 min 55 s |
| 2     | Adriana Tovar     | Élite     | à  | 1 min 6 s   |
| 3     | Laura Lozano      | Élite     | à  | 1 min 7 s   |
| 4     | Camila Cortes     | Élite     | à  | 1 min 18 s  |
| 5     | Liliana Moreno    | Élite     | à  | 1 min 29 s  |
| ...7  | Jessica Parra     | Espoir    | à  | 1 min 58 s  |
| ...9  | Camila Valbuena   | Espoir    | à  | 2 min 29 s  |
| ...12 | Luisa Hernández   | Espoir    | à  | 2 min 43 s  |

Vingt-huit coureuses engagées. Vingt-sept participantes classées.

### 25 février: les courses en ligne dames et Espoir messieurs
Robinson López s'impose dans la catégorie des moins de 23 ans et Luisa Naranjo s'adjuge le titre féminin.
Course en ligne dames
Dans une course très tactique, Luisa Naranjo et Lina Dueñas mènent à bien leur échappée pour s'emparer des titres vacants.
Les épreuves du jour se déroulent dans le quartier 20 de Julio (es) de Bogota, à une altitude supérieure à 2 500 mètres. Le circuit initialement prévu développait 5,9 km et était à parcourir quatorze fois par les dames, pour un total de 82 km environ. Et, en fait, les soixante-six concurrentes au départ ont à effectuer vingt tours pour une distance totale de 98 km, d'un tracé difficile, voire exigeant selon les observateurs,. Le départ est donné à 8h00, heure locale. Toute coureuse perdant plus de quatre minutes sur le groupe principal, dans n'importe quel tour, est éliminée de la compétition.
Luisa Naranjo, Lina Dueñas et Luisa Motavita s'isolent au devant de la course dès le septième tour. Elles s'entendent très bien et roulent à un bon rythme. L'échappée semble bien précoce mais l'absence de réaction du peloton profite aux fugueuses. C'est seulement à cinq tours de l'arrivée, emmené par Cristina Sanabria et la tenante du titre Adriana Tovar, que le groupe principal réagit, bien trop tardivement. Dans les derniers kilomètres, Luisa Motavita est victime d'un souci mécanique au pédalier, la privant de tout espoir de victoire. Elle réussit toutefois à naviguer entre le duo de tête et le peloton (en terminant troisième, elle empoche la médaille d'argent dans la catégorie des moins de 23 ans). Finalement, Luisa Naranjo impose son expérience à Lina Dueñas. Elle remporte la course et le titre Élite tandis que Dueñas, deuxième, s'octroie la couronne Espoir. 2 min 55 s plus tard, le sprint du peloton offre l'argent à la Manizalita Diana Peñuela et le bronze à Lorena Vargas, dans la catégorie Élite. Le podium des moins de vingt-trois ans est complété par Paula Patiño,.
Luisa Naranjo déclare « être très contente car elle avait préparé le contre-la-montre du vendredi, sans grand succès et elle est agréablement surprise » de sa réussite du lendemain. Elle ajoute « être satisfaite car ce fut difficile en s'échappant avant la moitié de la course ». Au début, elle était circonspecte quant aux chances de réussite de l'échappée. « Jamais elle n'avait gagné quelque chose d'aussi grand », une fois la ligne d'arrivée franchie, « elle n'y croyait pas ». Pour Diana Peñuela (une des favorites pour le titre), venue chercher l'or, l'équipe a primé ; Naranjo et elle représentant la ligue cycliste de Caldas. Elle dit « être restée tranquille, elle ne pouvait rouler derrière sa coéquipière, le plus important était la victoire de son département. Elle se satisfait du titre de Naranjo et de sa médaille d'argent ». Enfin Lina Dueñas souligne que « cette victoire est importante pour sa carrière. En allant pas à pas, elle a acquis une plus grande expérience et a pu la faire valoir »,.
Classement de la course en ligne dames
|   | Coureuse          | Catégorie |    | Temps           |
| - | ----------------- | --------- | -- | --------------- |
| 1 | Luisa Naranjo     | Élite     | en | 2 h 42 min 28 s |
| 2 | Lina Dueñas       | Espoir    |    | m.t.            |
| 3 | Luisa Motavita    | Espoir    | à  | 2 min 41 s      |
| 4 | Diana Peñuela     | Élite     | à  | 2 min 55 s      |
| 5 | Lorena Vargas     | Élite     |    | m.t.            |
| 6 | Laura Lozano      | Élite     |    | m.t.            |
| 7 | Paula Patiño      | Espoir    |    | m.t.            |
| 8 | Cristina Sanabria | Élite     |    | m.t.            |

Soixante-douze inscrites, vingt-neuf à l'arrivée.
Course en ligne Espoir messieurs
Robinson López s'empare du titre après avoir conclu victorieusement une échappée solitaire sous la pluie. Le podium est complété par Cristian Carmona et Jonathan Cañaveral.
Sur le même parcours que les dames, les Espoirs masculins effectuent trente tours pour une distance de 147 km. Officiellement le départ doit être donné à 10h30, heure locale. Tout coureur perdant plus de quatre minutes sur le groupe principal, dans n'importe quel tour, est éliminé de la compétition. Quatre jours avant la course, Oliverio Cárdenas, son directeur sportif, voyait en Robinson López « un excellent coureur qui serait la surprise des championnats », et rappelait qu'il était le dernier inscrit des vingt-cinq coureurs qui composent son équipe.
Dès le départ, le rythme élevé de la course provoque un nombre innombrable d'abandons, en raison du retard pris par des coureurs ne pouvant le suivre mais aussi parce que le moindre souci mécanique provoque un écart irrémédiable avec le reste de la concurrence. Ainsi Álvaro Hodeg (Coldeportes-Zenú), un des favoris pour le titre, en est victime. Six hommes faussent compagnie au groupe principal. Ils naviguent en tête de la course durant une dizaine de tours avec entre trente secondes et une minute d'avance sur le peloton. Aux alentours du 20e tour, sous l'accélération du grand groupe, l'échappée se délite, laissant uniquement en pointe Daniel Largo (Coldeportes-Zenú). Celui-ci, au prix d'une violente contre-attaque, reste devant le peloton avec plus d'une minute d'avance. Les derniers tours s'effectuent sous un déluge torrentiel, ralentissant la progression de Largo qui se fait avaler par le groupe principal. Les tentatives de fugue se succèdent et à cinq tours de l'arrivée, Robinson López (Boyacá es Para Vivirla) trouve l'ouverture. Malgré la chasse des poursuivants et les conditions dantesques, López remporte la course. Cinquante secondes derrière, moins d'une vingtaine d'hommes se disputent les dernières marches du podium. Cristian Carmona (Orgullo paisa) et Jonathan Canaveral (Ligue cycliste de Risaralda) se les adjugent.
Robinson López a constaté que ses adversaires paraissaient fatigué pour placer son attaque (après avoir demandé l'autorisation à Oliverio Cárdenas). La veille, la pluie et la chaussée glissante l'avaient empêché de réaliser un bon contre-la-montre tandis que là, elles lui ont profité car une poursuite est plus difficile à réaliser dans ces conditions. À un tour de l'arrivée, il avait quarante-six secondes d'avance, il a cherché à garder cet avantage sans prendre de risque inconsidéré (ce qu'il réussit). Il dédie sa victoire à sa famille et à Nairo Quintana, « son idole » mais aussi le parrain de sa formation. Il reconnait que « la clé de son succès est la pluie », qui a entamé les velléités de ses concurrents.
Classement de la course en ligne Espoir messieurs
|   | Coureur            |    | Temps           |
| - | ------------------ | -- | --------------- |
| 1 | Robinson López     | en | 3 h 30 min 24 s |
| 2 | Cristian Carmona   | à  | 50 s            |
| 3 | Jonathan Cañaveral |    | m.t.            |
| 4 | Germán Chaves      |    | m.t.            |
| 5 | Wbeimar Gaviria    | à  | 52 s            |

Cent-trente coureurs engagés, vingt-quatre coureurs classés.

### 26 février: la course en ligne Élite messieurs
Sergio Henao s'empare du titre après l'avoir laissé échapper pour quelques secondes en 2016.
Déjà absente du contre-la-montre vendredi, une des têtes d'affiche des championnats, Esteban Chaves renonce finalement à disputer la course, en raison de douleurs au genou. Le 29 septembre 2016, lorsque la fédération nationale annonce que les championnats 2017 se dérouleront à Bogota, il les présente comme un hommage au coureur. Celui-ci se dit particulièrement déçu de ne pouvoir disputer l'épreuve devant son public mais ne peut compromettre la suite de sa saison. Toutefois, il assure de sa présence les organisateurs et le public.
Fernando Gaviria se retire dès les premiers kilomètres. Sous un climat froid, Sergio Henao s'impose après 5 h 50 min 11 s d'effort. Il devance un trio, relégué à 49 s, où Jarlinson Pantano (vainqueur la veille) règle pour la médaille d'argent Óscar Quiroz et Darwin Atapuma. Huit hommes forment l'échappée du jour : Jonathan Millán (Bicicletas Strongman), Aristóbulo Cala (Bicicletas Strongman), Cayetano Sarmiento (Boyacá es para Vivirla), Álvaro Duarte (Movistar Team América), Brayan Ramírez (Medellín-Inder), Diego Ochoa (EPM), Diego Cano (Cundinamarca) et Diego Guerrero (Bogotá). Elle obtient jusqu'à 7 min 26 s sur le peloton. En ce début de course, Henao joue de malchance. Il perd le contact avec le peloton, à la suite d'une crevaison et dans sa chasse pour récupérer sa place, il chute, déchirant son maillot. Devant, l'échappée n'est plus constituée que d'un quatuor : Cala, Ochoa, Ramírez et Sarmiento. Le peloton accélère et à trois tours de l'arrivée, l'écart n'est plus que de 1 min 30 s. Cayetano reste seul mais à moins de deux tours de l'arrivée, il doit composer avec le retour d'un petit groupe avec Sergio Henao, Dayer Quintana, Darwin Atapuma, Jarlinson Pantano ou Diego Ochoa. Henao s'extirpe de ce petit groupe pour terminer en solitaire et s'imposer.
Classement de la course en ligne Élite messieurs
|    | Coureur              |    | Temps           |
| -- | -------------------- | -- | --------------- |
| 1  | Sergio Henao         | en | 5 h 50 min 11 s |
| 2  | Jarlinson Pantano    | à  | 49 s            |
| 3  | Óscar Quiroz         |    | m.t.            |
| 4  | Darwin Atapuma       |    | m.t.            |
| 5  | Cayetano Sarmiento   | à  | 56 s            |
| 6  | Dayer Quintana       | à  | 1 min 51 s      |
| 7  | Diego Ochoa          | à  | 4 min 1 s       |
| 8  | Rodolfo Torres       |    | m.t.            |
| 9  | Edwin Ávila          | à  | 4 min 12 s      |
| 10 | Miguel Ángel Rubiano | à  | 4 min 28 s      |

## Tableau des médailles
Les médailles gagnées par les coureurs, sous le maillot d'une équipe de marque, sont comptabilisées dans le tableau pour la Ligue cycliste départementale d'origine de ceux-ci.
| Rang  | Nation       | Or | Argent | Bronze | Total |
| ----- | ------------ | -- | ------ | ------ | ----- |
| 1     | Antioquia    | 2  | 1      | 3      | 6     |
| 2     | Bogota       | 2  | 1      | 1      | 4     |
| 3     | Caldas       | 1  | 1      | 0      | 2     |
| -     | Valle        | 1  | 1      | 0      | 2     |
| -     | Boyacá       | 1  | 1      | 0      | 2     |
| 6     | Santander    | 1  | 0      | 0      | 1     |
| 7     | Cundinamarca | 0  | 3      | 0      | 3     |
| 8     | Risaralda    | 0  | 0      | 2      | 2     |
| 9     | Casanare     | 0  | 0      | 1      | 1     |
| -     | Nariño       | 0  | 0      | 1      | 1     |
| Total | Total        | 6  | 6      | 6      | 18    |

## Classements UCI
Ces championnats de Colombie de cyclisme attribuent des points pour les classements mondial et continental de la fédération internationale.

### Catégorie Élite Hommes
Selon le règlement UCI Art 2.10.031, les championnats de Colombie sont considérés, pour cette saison, de Catégorie "A" et affectent les points comme suit :
| Position         | 1er | 2e | 3e | 4e | 5e | 6e | 7e | 8e | 9e | 10e |
| Course en ligne  | 70  | 55 | 40 | 30 | 25 | 20 | 15 | 10 | 5  | 3   |
| Contre-la-montre | 30  | 25 | 20 | 15 | 10 | 5  | 3  | 1  | 1  | 1   |

### Catégorie Élite Femmes
Selon le règlement UCI Art 2.10.017, les points qu'allouent les championnats de Colombie féminins pour le classement mondial sont les suivants :
| Position         | 1er | 2e | 3e | 4e | 5e |
| Course en ligne  | 10  | 7  | 5  | 3  | 1  |
| Contre-la-montre | 5   | 3  | 1  | -  | -  |